# T-50 전차
T-50 전차는 제2차 세계 대전 중에 소련이 개발한 경전차이다. 또한 T-50 경전차는 T-26의 후속 전차로 1940년에 개발된 전차이다.